# Apure (folyamidelfin)
Apure (született 1957 körül; elpusztult 2006 október 9) egy hím nemű amazonasi folyamidelfin (Inia geoffrensis) volt. A duisburgi állatkertben élt 1975-től haláláig és a legidősebb képviselője volt fajának.

## Élete
Apurét 1975-ben fogták be Dél-Amerikában. A venezuelai Río Apure folyóból származott, erről kapta nevét is.
Apure az Orinoco folyóból fogott jóval fiatalabb Butu (hivatalos nevén Orinoko) nevű szintén hím folyamidelfinnel együtt (ez utóbbi feltehetően 1973 körül születhetett, befogásakor nagyjából kétéves lehetett) 1975-ben került fogságba, egy a Dusiburgi állatkert által Dél-Amerikába szervezett expedíció során.
Apure és Butu voltak azon két kivételes egyede fajának, melyek dél-amerikai állatkerteken kívül tartottak.
Apure fiatalabb fajtársával együtt 2005 őszén költözött át koribbinál jóval tágasabb medencéjébe az akkor átadott „Rio Negro“ nevű új trópusi házba, melynek fő látványosságai ők ketten voltak.
Az új, tágas medencében töltötte élete utolsó évét.
Életének ötvenedik évéhez közeledve, Apure 2006. október 9-én pusztult el. Halálát megelőzően a delfin mozgása szemmel láthatóan jelentősen lelassult. 
Halálának okaként időskori végelgyengülést állapítottak meg. Apure a legtovább élő képviselője volt fajának, hisz a szabad természetben ezen állatok várható élettartama 20-30 év. Apure csak a duisburgi állatkertben több, mint 30 évet élt.
Egy újabb expedíció lehetőségét, hogy egy újabb egyedet fogjanak be a másik állat számára, az állatkert vezetősége kizárta.
A szabad természetben is sokszor élnek a kifejlett hím amazonasi folyamidelfinek magányosan.

## Fordítás
- Ez a szócikk részben vagy egészben  az   Apure (Flussdelfin) című német Wikipédia-szócikk ezen változatának fordításán alapul.  Az eredeti cikk szerkesztőit annak laptörténete sorolja fel. Ez a jelzés csupán a megfogalmazás eredetét és a szerzői jogokat jelzi, nem szolgál a cikkben szereplő információk forrásmegjelöléseként.